# Louta (köpinghuvudort i Kina, Zhejiang Sheng, lat 29,91, long 120,12)
Louta (kinesiska: 楼塔镇, 楼塔) är en köpinghuvudort i Kina. Den ligger i provinsen Zhejiang, i den östra delen av landet, omkring 38 kilometer söder om provinshuvudstaden Hangzhou. Antalet invånare är 23 614. Befolkningen består av 11 992 kvinnor och 11 622 män. Barn under 15 år utgör 13,0 %, vuxna 15-64 år 73 %, och äldre över 65 år 12,0 %.
Runt Louta är det tätbefolkat, med 442 invånare per kvadratkilometer. Närmaste större samhälle är Linpu, 19,1 km nordost om Louta. I omgivningarna runt Louta växer i huvudsak blandskog.
Genomsnittlig årsnederbörd är 2 020 millimeter. Den regnigaste månaden är juni, med i genomsnitt 365 mm nederbörd, och den torraste är januari, med 79 mm nederbörd.